# تحرير الرنا
تحرير الرنا أو تعديل الرنا هي عملية جزيئية تحدث بشكل طبيعي داخل الخلايا يتم تعريفها بالمعنى الواسع بأنها التغيير الذي يحدث بعد النسخ لتسلسلات الحمض النووي الريبوزي من خلال غرز أو حذف أو تعديل النيوكليوتيدات ولكن لا يشمل أحداث معالجة الحمض النووي الريبوزي مثل التوصيل (ازالة الانترونات) أو التذييل بعديد الأدينيلات أو تحلل جزيئات الحمض النووي الريبوزي. تمكّن هذه العملية لبعض الخلايا إمكانية إجراء تغييرات منفصلة على تسلسلات نيوكليوتيدات محددة داخل جزيء الحمض النووي الريبوزي بعد أن يتم توليده بواسطة بوليميراز الحمض النووي الريبوزي. وعلى الرغم من أن هذه العملية نادرة نسبيًا، مع كون التعديلات الأخرى، مثل التوصيل، أكثر شيوعًا، تحدث في جميع الكائنات الحية وهي واحدة من أكثر خصائص الحمض النووي الريبوزي المحفوظة تطوريًا. قد يشمل تحرير الحمض النووي الريبوزي إدراج وحذف واستبدال القواعد للنيوكليوتيدات داخل جزيء الحمض النووي الريبوزي. يعد تحرير الحمض النووي الريبوزي نادرًا نسبيًا، مع عدم اعتبار الأشكال الشائعة لمعالجة الحمض النووي الريبوزي (مثل التوصيل، وتغطية 5'، والتذييل ببولي أدينيلات 3') عادةً بمثابة تحرير. يمكن أن تؤثر هذه العملية على نشاط الحمض النووي الريبوزي وموقعه واستقراره، وقد ارتبطت بأمراض بشرية معينة.
لوحظ تحرير الحمض النووي الريبوزي في بعض جزيئات الحمض النووي الريبوزي الناقل، أو الحمض النووي الريبوزي الريبوسومي، أو الحمض النووي الريبوزي الرسول، أو الحمض النووي الريبوزي الميكروي في حقيقيات النوى وفيروساتها، والعتائق، وبدائيات النوى. يحدث تحرير الحمض النووي الريبوزي في نواة الخلية، وكذلك داخل الميتوكوندريا والبلاستيدات. في الفقاريات، يكون التحرير نادرًا ويتكون عادةً من عدد صغير من التغييرات في تسلسل الجزيئات المتأثرة. في الكائنات الحية الأخرى، مثل الحبار، يمكن أن يحدث تحرير واسع النطاق (تحرير شامل)؛ في بعض الحالات، قد تنتج غالبية النوكليوتيدات في تسلسل الرنا الرسول عن التحرير. وقد تم وصف أكثر من 160 نوعًا من تعديلات الرنا حتى الآن.
تظهر عمليات تحرير الرنا تنوعًا جزيئيًا كبيرًا، ويبدو أن بعضها عبارة عن عمليات اكتساب حديثة تطوريًا نشأت بشكل مستقل. يشمل تنوع ظاهرة تحرير الرنا تعديلات القواعد النووية مثل إزالة الأمين من السيتيدين (C) إلى اليوريدين (U) والأدينوزين (A) إلى الإينوسين (I)، بالإضافة إلى الإضافات والإدخالات النوكليوتيدية غير القالبية. يغير تحرير الرنا في mRNAs بشكل فعال تسلسل الأحماض الأمينية للبروتين المشفر بحيث يختلف عن ذلك الذي تنبأ به تسلسل الحمض النووي الجينومي. 
في حين أن تحرير الرنا ظاهرة تحدث بشكل طبيعي، فقد حرص الباحثون على تسخير إمكانات هذه العملية لأغراض علاجية. وعلى وجه الخصوص، تتمتع عملية تحرير الرنا من النوع A إلى النوع I القائمة على ADAR بإمكانيات كبيرة في هذا المجال، ويرجع هذا جزئيًا إلى انتشار طفرات جين G-A المرتبطة بالأمراض البشرية.

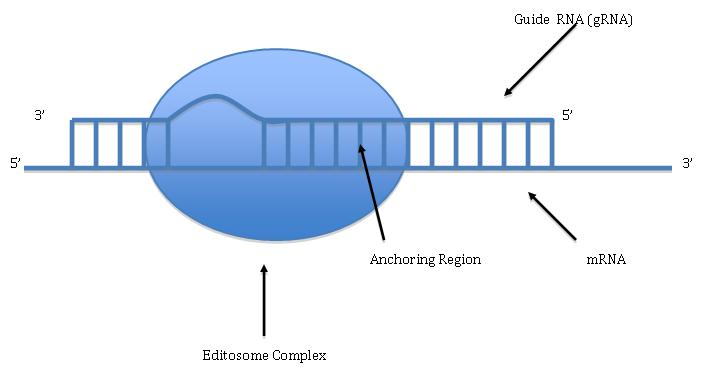
معقد جُسيم التحرير (Editosome Complex)

## الآلية
تتم عملية تحرير الرنا من خلال آليتين متميزتين:
- التحرير بالاستبدال: تغيير كيميائي للنيوكليوتيدات الفردية (ما يعادل الطفرات النقطية).

يتم تحفيز هذه التغييرات بواسطة إنزيمات تتعرف على تسلسل هدف محدد من النيوكليوتيدات (مثل إنزيمات الاقتطاع):
ديامينازات السيتيدين التي تحول C في الرنا إلى يوراسيل (U)؛
ديامينازات الأدينوسين التي تحول A إلى إينوسين (I)، والذي يترجمه الريبوسوم على أنه G. وبالتالي يمكن تحويل كودون CAG (لـ Gln) إلى كودون CGG (لـ Arg).
- التحرير بالإدراج(الغرز)/الحذف: إدراج/غرز أو حذف النيوكليوتيدات في الرنا. يتم التوسط في هذه التغييرات بواسطة جزيئات الرنا المرشدة التي تتزاوج قاعدياّ قدر الإمكان مع الرنا المراد تحريره وتعمل كمرصاف لإضافة (أو إزالة) النيوكليوتيدات في الهدف.

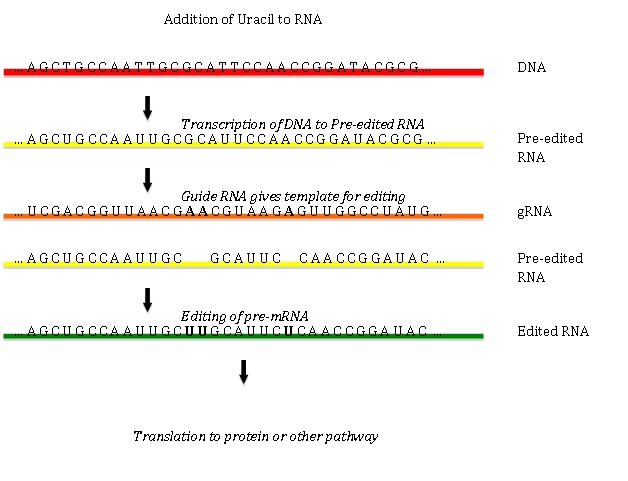
تأثير إدراج/غرز اليوراسيل في نسخ ما قبل الرنا الرسول.

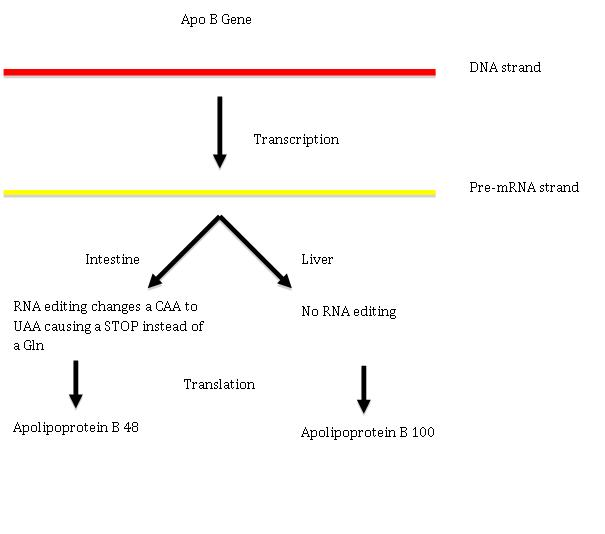
تأثير تعديل الرنا من النوع C إلى U على جين ApoB البشري.

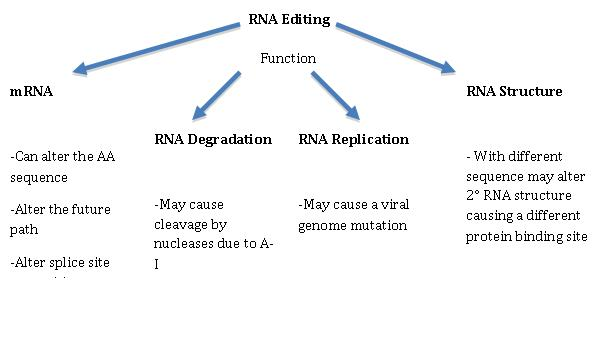
ملخص الوظائف المختلفة لتحرير الرنا.

## المقارنة بتحرير الدنا
إن تحرير الدنا وتحرير الرنا يشتركان في نفس الهدف النهائي، حيث يهدف كلاهما إلى تغيير بنية البروتين أو كميته. يوفر تحرير الرنا مزايا فريدة من حيث السلامة والتوصيل مقارنة بتحرير الدنا. على عكس تحرير الدنا، يسمح تحرير الرنا للعلماء بإجراء تغييرات في الجزيئات التي تحمل التعليمات اللازمة لإنتاج البروتينات، دون تغيير شفرة الحمض النووي الأصلية. وعلى عكس تحرير الدنا، الذي يكون دائمًا،فإن تأثيرات تحرير الرنا − بما في ذلك الطفرات المحتملة غير المستهدفة في الرنا − مؤقتة ولا تنتقل بالوراثة. وبالتالي، يُعتبر تحرير الرنا أقل خطورة.
علاوة على ذلك، فإن تحرير الرنا أسهل من تحرير الدنا. قد يتطلب الأمر فقط توجيه الرنا باستخدام بروتين ADAR الموجود بالفعل في خلايا البشر والعديد من حقيقيات النوى الأخرى بدلاً من الحاجة إلى إدخال بروتين غريب من أصل بكتيري إلى الجسم مما يمكن أن يثير ردود فعل مناعية غير مرغوب فيها في بعض الحالات.في حالة تحرير الرنا، لا تكون هناك حاجة إلى توصيل البروتين عبر الجسيمات النانوية الشحمية أو النواقل الفيروسية.

## التحديات
- يمكن لمستقبلات ADAR إجراء تغييرات في الأدينوزين والإينوزين في كل من الأجزاء المستهدفة وغير المستهدفة من الرنا الرسول، أو تخطي الأجزاء المستهدفة تمامًا. ولكن عندما لا تتوافق مستقبلات ADAR مع الأدينوزين المطلوب، فقد تنشأ آثار جانبية خطيرة محتملة.[17]
- الطبيعة المؤقتة لتحرير الرنا: هذه أيضًا أحد نقاط القوة، ولكن سيحتاج الأفراد إلى العلاج بشكل متكرر للحفاظ على تأثيرات العلاج.[17]
- عند تحرير الدنا لا يوجد حاجة إلى العمل إلا على الكروموسومين في كل خلية. وهذا يمنح ميزة إمكانية استخدام جرعات أقل واستهداف أكثر فعالية للأدوية. ولكن عند تحرير الرنا هناك الكثير من الأهداف التي يجب الاهتمام بها.[13]
- تستخدم الطرق الحالية لتوصيل معقد gRNA-ADAR جزيئات نانوية شحمية. كلتا الطريقتين لهما قدرة حمل محدودة، مما يعني أنهما لا تستطيعان نقل الجزيئات الكبيرة بشكل جيد للغاية.[17]